# Francesca Archibugi
Francesca Archibugi, née le 16 mai 1960 à Rome, est une réalisatrice, scénariste, actrice et femme de lettres italienne.

## Biographie

### Famille
Francesca Archibugi est née dans une famille romaine intellectuelle. Fille de la poétesse Muzi Epifani et de l'urbaniste Franco Archibugi (it), elle grandit avec plusieurs frères et sœurs, dont Daniele Archibugi, spécialiste de la théorie politique et économique. Elle s'est souvent inspirée de manière sarcastique de son propre milieu familial dans ses films, notamment Mignon est partie, La Grande Citrouille et Lezioni di volo.

### Formation
Elle est choisie dans la rue à l'âge de seize ans pour jouer pour le rôle d'Ottilia dans un téléfilm de Gianni Amico tiré des Affinités électives de Goethe et sorti en 1979. De la manière la plus décontractée, elle rencontre le cinéma. Après le lycée, où elle rencontre Battista Lena, son compagnon jusqu'à ce jour, elle s'inscrit au Centro sperimentale di cinematografia pour étudier la mise en scène. Très jeune, elle a obtenu son diplôme grâce à un court-métrage, La guerra è appena finita,, qui est récompensé de nombreux festivals internationaux.
Elle réalise quatre autres courts métrages, dont La piccola avventura (1983) sur les enfants handicapés, et continue à jouer sporadiquement des rôles. Au théâtre, elle joue le rôle de Cressida dans la pièce Troïlus et Cressida de Shakespeare mise en scène par Pier Luigi Pizzi. Au cinéma, elle participe au film La Chute des anges rebelles (1981) de Marco Tullio Giordana. Elle tourne ensuite le court métrage Un sogno truffato (1984) produit par Ipotesi Cinema d'Ermanno Olmi, qu'elle considérera toujours comme l'un de ses maîtres. En 1985, elle remporte le prix Solinas du meilleur scénario.

### Débuts
Après un apprentissage au Centro sperimentale di cinematografia, en suivant le cours de scénarisation de Furio Scarpelli et Leo Benvenuti, elle fait ses débuts derrière la caméra avec Mignon est partie (1988), un portrait de famille amer décrivant les premières expériences sentimentales et les déceptions des adolescents. Le film a remporté cinq David di Donatello (meilleur réalisateur débutant, meilleur scénario, meilleure actrice principale : Stefania Sandrelli, meilleur acteur dans un second rôle : Massimo Dapporto et meilleur son), deux Rubans d'argent, une Concha de Oro au Festival international du film de San Sebastián et de nombreux prix internationaux.
Ses films successifs sont aussi régulièrement récompensés. La critique relève son style réaliste, proche du documentaire et sa grande sensibilité malgré une expression frugale et minimaliste.

### Carrière

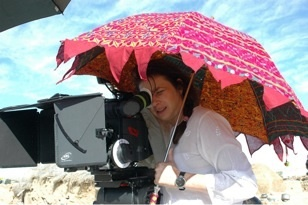
Francesca Archibugi en 2005 sur le plateau de Lezioni di volo.

Son deuxième film est Dans la soirée (1990), avec Marcello Mastroianni et Sandrine Bonnaire. Le film rend compte de la relation difficile entre un père professeur de littérature russe, communiste, et son jeune fils démocrate pendant les années de plomb. Le film a remporté le David di Donatello du meilleur film, Marcello Mastroianni le Ruban d'argent du meilleur acteur et de nombreux prix en Italie et à l'étranger.
Avec La Grande Citrouille (1993), Archibugi aborde le thème de la pédopsychiatrie à travers le portrait de la famille malheureuse d'une fillette épileptique de 12 ans. Le film s'inspire d'un essai du neuropsychiatre pour enfants Marco Lombardo Radice (it) et de ses expériences dans le service de Via dei Sabelli à Rome. Le film a remporté deux prix David di Donatello (meilleur film et meilleur scénario), le prix Ocic et le prix du jury œcuménique au Festival de Cannes.
En 1994, elle tourne Les Yeux fermés, d'après un roman de Federigo Tozzi, dans lequel est narrée une histoire d'amour complexe dans la violente campagne siennoise du début du XXe siècle. Parmi les acteurs figurent Marco Messeri (lauréat d'un Ruban d'argent), Laura Betti, Stefania Sandrelli, Sergio Castellitto et Debora Caprioglio.
La strana storia della banda sonora (1997) est un documentaire musical sur un projet de son mari Battista Lena. Il raconte la vie d'une communauté dans un village de la province de Sienne à travers les membres d'un groupe qui se prépare à un concert aux côtés de grands musiciens de jazz, dont Enrico Rava, pour le festival Umbria Jazz. Présenté à la Mostra de Venise, il a remporté le prix Jean Rouch du meilleur documentaire.
L'Arbre aux seringues (1998), présenté à la Mostra de Venise, traite des rapports d'un fils adolescent contraint d'être trop mature face à une mère fragilisée par la toxicomanie. Le film a remporté le prix Ocic du jury œcuménique, la médaille d'or de la Semaine européenne du cinéma à Madrid et la Grolla d'oro du cinéma italien en tant que meilleur réalisateur.
Elle donne la réplique à Ornella Muti dans Demain (2001), sur le séisme du 26 septembre 1997 en Ombrie, un film choral tourné entièrement à partir de la vie dans une ville détruite et soumise à un ordre général d'évacuation. Le film a remporté le prix spécial du jury au festival du film de Tokyo.
Après avoir participé au film Pier Paolo Pasolini et la raison d'un rêve de Laura Betti (2001), elle revient à la réalisation avec Giovanna Mezzogiorno et deux jeunes débutants de 18 ans dans Lezioni di volo (2006). En 2009, elle réalise Question de cœur, avec Antonio Albanese et Kim Rossi Stuart dans le rôle de deux hommes qui se rencontrent dans une salle de réanimation, un film qui a remporté le prix Alabarda d'oro (it) du meilleur scénario. Elle remporte également le prix Suso Cecchi D'Amico au Festival international du film de Bari pour le meilleur scénario. Le film a été sélectionné pour représenter l'Italie au Prix du cinéma européen.

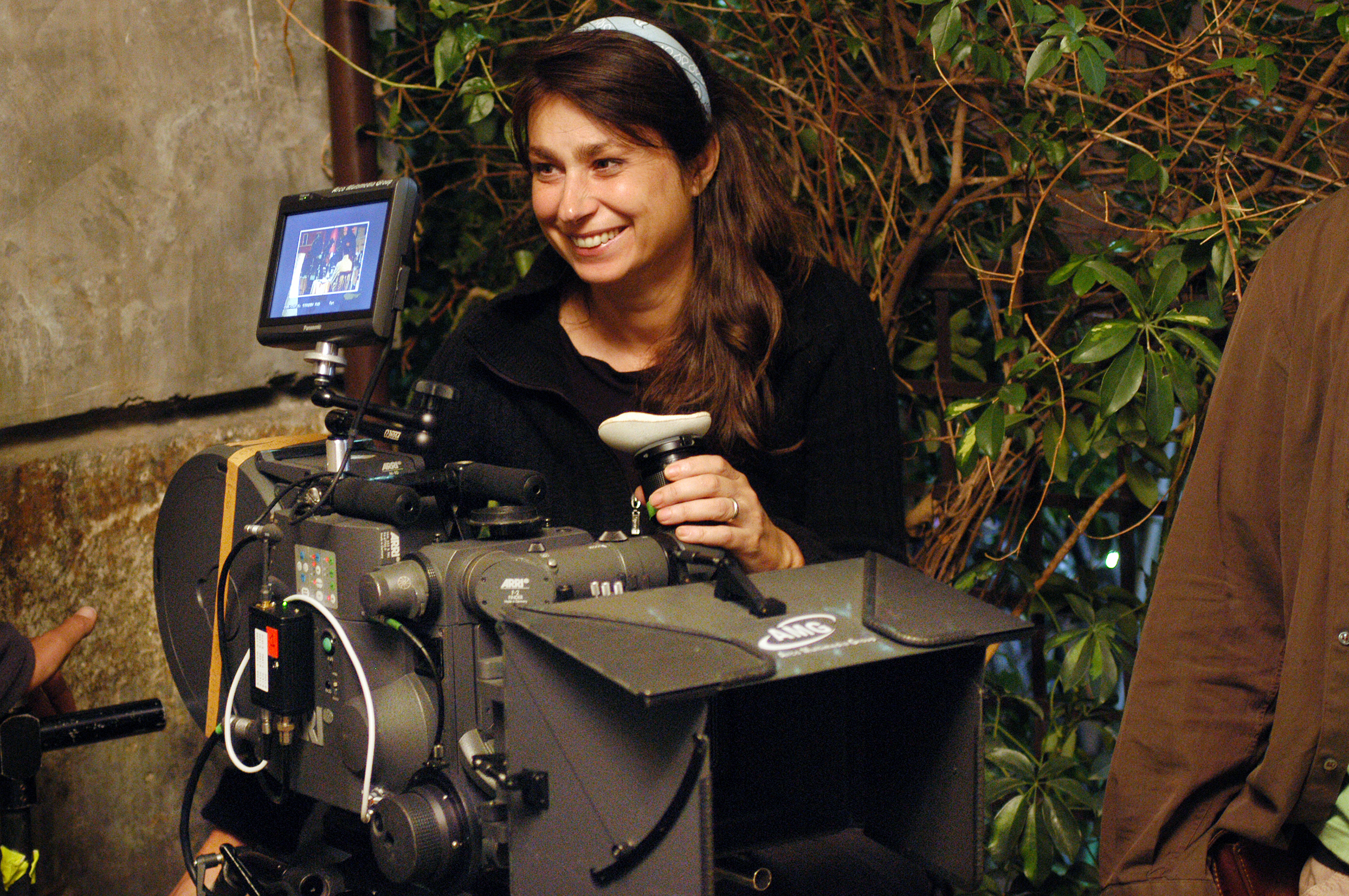
Francesca Archibugi derrière la caméra en 2011.

En 2012, elle réalise le documentaire Giulia ha picchiato Filippo, avec Riccardo Scamarcio et Jasmine Trinca, ainsi qu'un collage de témoignages, produit par le Département pour l'égalité des chances (it) et diffusé par Rai 1 pour la Journée internationale pour l'élimination de la violence à l'égard des femmes. Elle a remporté le prix de la paix sous le patronage de l'UNICEF lors de la 17e édition du festival Capri-Hollywood.
En 2015, elle a coécrit le scénario de Folles de joie avec le réalisateur Paolo Virzì, un long métrage qui a remporté 5 David di Donatello et 5 Rubans d'argent en 2017, et pour lequel Francesca Archibugi a remporté le prix Suso Cecchi D'Amico la même année,.
En 2016 débute le tournage de Romanzo famigliare, une série télévisée en douze épisodes pour Rai 1, avec Giancarlo Giannini et Vittoria Puccini.
Avec Paolo Virzì, Francesco Piccolo et Stephen Amidon, elle co-écrit le scénario de L'Échappée belle, un long métrage avec l'actrice britannique Helen Mirren et l'acteur canadien Donald Sutherland, en compétition à la Mostra de Venise.
En 2017 commence le tournage du long métrage adapté de l'ouvrage Gli sdraiati du journaliste Michele Serra (it), dont Archibugi est non seulement la réalisatrice mais aussi la scénariste avec Francesco Piccolo.
En 2022, elle revient sur le grand écran en tant que réalisatrice de Le Colibri avec Bérénice Bejo et scénariste du film catastrophe Siccità de Paolo Virzì.

## Filmographie

### Réalisatrice
- 1988 : Mignon est partie (Mignon è partita)
- 1990 : Dans la soirée (Verso sera)
- 1993 : La Grande Citrouille (Il grande cocomero)
- 1994 : Les Yeux fermés (Con gli occhi chiusi)
- 1997 : La strana storia della banda sonora
- 1998 : L'Arbre aux seringues (L'albero delle pere)
- 2001 : Demain (Domani)
- 2004 : Renzo e Lucia (it) - minisérie télé
- 2007 : Lezioni di volo
- 2009 : Question de cœur (Questione di cuore)
- 2012 : Giulia ha picchiato Filippo - court-métrage
- 2015 : Il nome del figlio
- 2017 : Gli sdraiati
- 2019 : Vivere
- 2022 : Le Colibri (Il colibrì)

### Scénariste
- 1987 : L'estate sta finendo (it) de Bruno Cortini
- 1989 : La cintura de Giuliana Gamba
- 1991 : Cattiva de Carlo Lizzani
- 2016 : Folles de joie (La pazza gioia) de Paolo Virzì
- 2017 : L'Échappée belle (The Leisure Seeker) de Paolo Virzì
- 2018 : Nuits magiques (Notti magiche) de Paolo Virzì
- 2021 : Trafficante di virus (it) de Costanza Quatriglio
- 2022 : Siccità de Paolo Virzì
- 2024 : Dieci minuti de Maria Sole Tognazzi[16]

### Actrice
- 1981 : La Chute des anges rebelles (La caduta degli angeli ribelli) de Marco Tullio Giordana
- 2001 : Pier Paolo Pasolini et la Raison d'un rêve (Pier Paolo Pasolini e la ragione di un sogno) de Laura Betti et Paolo Costella

## Récompense
- 2001 : prix Sergio-Leone au Festival du film italien d'Annecy, pour Domani.